# 布安
布安（法語：Bouin，法語發音：[bwɛ̃]）是法国卢瓦尔河地区大区旺代省的一个市镇，属于莱萨布勒多洛讷区。

## 地理
布安（46°58'25"N, 2°0'6"W）面积51.31 平方千米，位于法国卢瓦尔河地区大区旺代省，该省份为法国西部沿海省份，北起大西洋卢瓦尔省和曼恩-卢瓦尔省，西临大西洋，南至滨海夏朗德省，东部及东南部与德塞夫勒省接壤。
与布安接壤的市镇（或旧市镇、城区）包括：雷地区新城、雷地区莱穆捷、滨海博瓦尔、布瓦德瑟内、圣热尔韦。

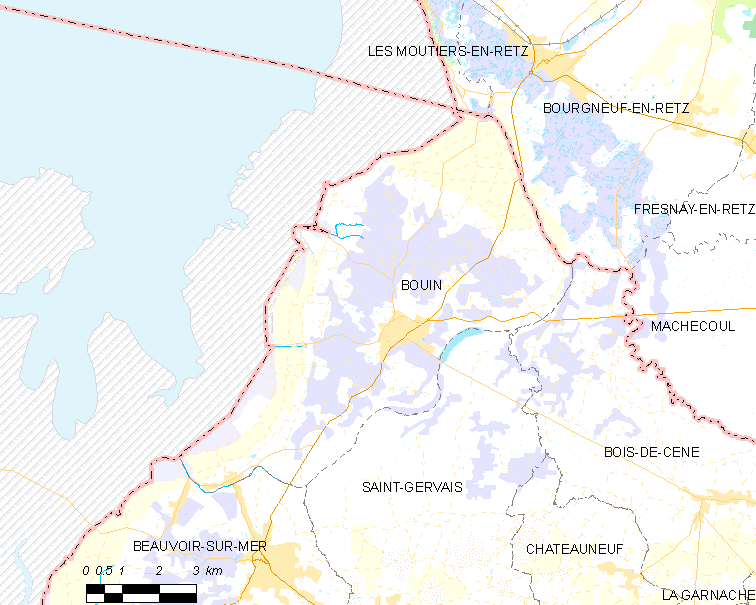
布安的OSM定位图

布安的时区为UTC+01:00、UTC+02:00（夏令时）。

## 行政
布安的邮政编码为85230，INSEE市镇编码为85029。

## 政治
布安所属的省级选区为圣让德蒙县。

## 人口

1962-2008年间布安人口变化图示

布安于2022年1月1日时的人口数量为2169人。